# Манчестер (селище, Вермонт)
Манчестер (англ. Manchester) — селище (англ. village) в США, в окрузі Беннінґтон штату Вермонт. Населення — 783 особи (2020).

## Географія
Манчестер розташований за координатами 43°9′36″ пн. ш. 73°4′1″ зх. д. / 43.16000° пн. ш. 73.06694° зх. д. (43.160007, -73.067015).  За даними Бюро перепису населення США в 2010 році селище мало площу 9,26 км², з яких 9,18 км² — суходіл та 0,08 км² — водойми.

## Демографія
Згідно з переписом 2010 року, у селищі мешкало 749 осіб у 423 домогосподарствах у складі 175 родин. Густота населення становила 81 особа/км².  Було 700 помешкань (76/км²).
Расовий склад населення:
| - 94,8 % — білих - 4,0 % — азіатів - 0,1 % — чорних або афроамериканців |

До двох чи більше рас належало 0,8 %. Частка іспаномовних становила 1,5 % від усіх жителів.
За віковим діапазоном населення розподілялося таким чином: 12,6 % — особи молодші 18 років, 41,7 % — особи у віці 18—64 років, 45,7 % — особи у віці 65 років та старші. Медіана віку мешканця становила 61,9 року. На 100 осіб жіночої статі у селищі припадало 75,0 чоловіків;  на 100 жінок у віці від 18 років та старших — 76,1 чоловіків також старших 18 років.
Середній дохід на одне домашнє господарство  становив 70 693 долари США (медіана — 31 103), а середній дохід на одну сім'ю — 118 062 долари (медіана — 81 382). Медіана доходів становила 72 656 доларів для чоловіків та 39 306 доларів для жінок. За межею бідності перебувало 11,7 % осіб, у тому числі 18,3 % дітей у віці до 18 років та 6,6 % осіб у віці 65 років та старших.
Цивільне працевлаштоване населення становило 251 особа. Основні галузі зайнятості: роздрібна торгівля — 20,3 %, мистецтво, розваги та відпочинок — 17,5 %, фінанси, страхування та нерухомість — 15,1 %, сільське господарство, лісництво, риболовля — 14,7 %.